# AC 밀란 (여자)
아소시아치오네 칼초 밀란(Associazione Calcio Milan)은 밀라노를 연고로 하는 이탈리아의 프로 여자 축구 클럽이다. 흔히 밀란 또는 밀란 펨미닐레로 불리며, 밀란 위민이라는 상표명을 가지고도 있다. 2018년 7월 1일에 AC 밀란이 ACF 브레시아 칼초 펨미닐레(A.C.F. Brescia Calcio Femminile)를 인수한 직후에 AC 밀란 산하 여자 축구단으로 설립되었으며, 현재 이탈리아 여자 축구의 최상위 리그인 세리에 A 펨미닐레에 참가하고 있다.

## 역대 감독
| 감독            | 임기        |
| --------------- | ----------- |
| 카롤리나 모라체 | 2018 ~ 2019 |